# Aclerda takahashii
Aclerda takahashii är en insektsart som beskrevs av Kuwana 1932. Aclerda takahashii ingår i släktet Aclerda och familjen Aclerdidae. Inga underarter finns listade i Catalogue of Life.